# HD64678
HD64678 — хімічно пекулярна зоря спектрального класу A3, що має видиму зоряну величину в смузі V приблизно  8,9.
Вона  розташована на відстані близько 1156,6 світлових років від Сонця.